# Oblast Saratow
Koordinaten: 51° 22′ N, 46° 36′ O
Die Oblast Saratow (russisch Саратовская область/ Transkription Saratowskaja oblast) ist eine Oblast der Russischen Föderation mit knapp 2.600.000 Einwohnern und einer Fläche von gut 100.000 km². Die Oblast liegt im südöstlichen Teil des europäischen Russlands, an der Grenze zu Kasachstan. Die Hauptstadt ist Saratow.
Auf dem Gebiet der heutigen Oblast befand sich bis zu ihrer Auflösung 1941 der größte Teil der Wolgadeutschen Republik. Im Gebiet befinden sich wichtige Stützpunkte der Russischen Streitkräfte.

## Geographie und Natur

### Geographische Lage

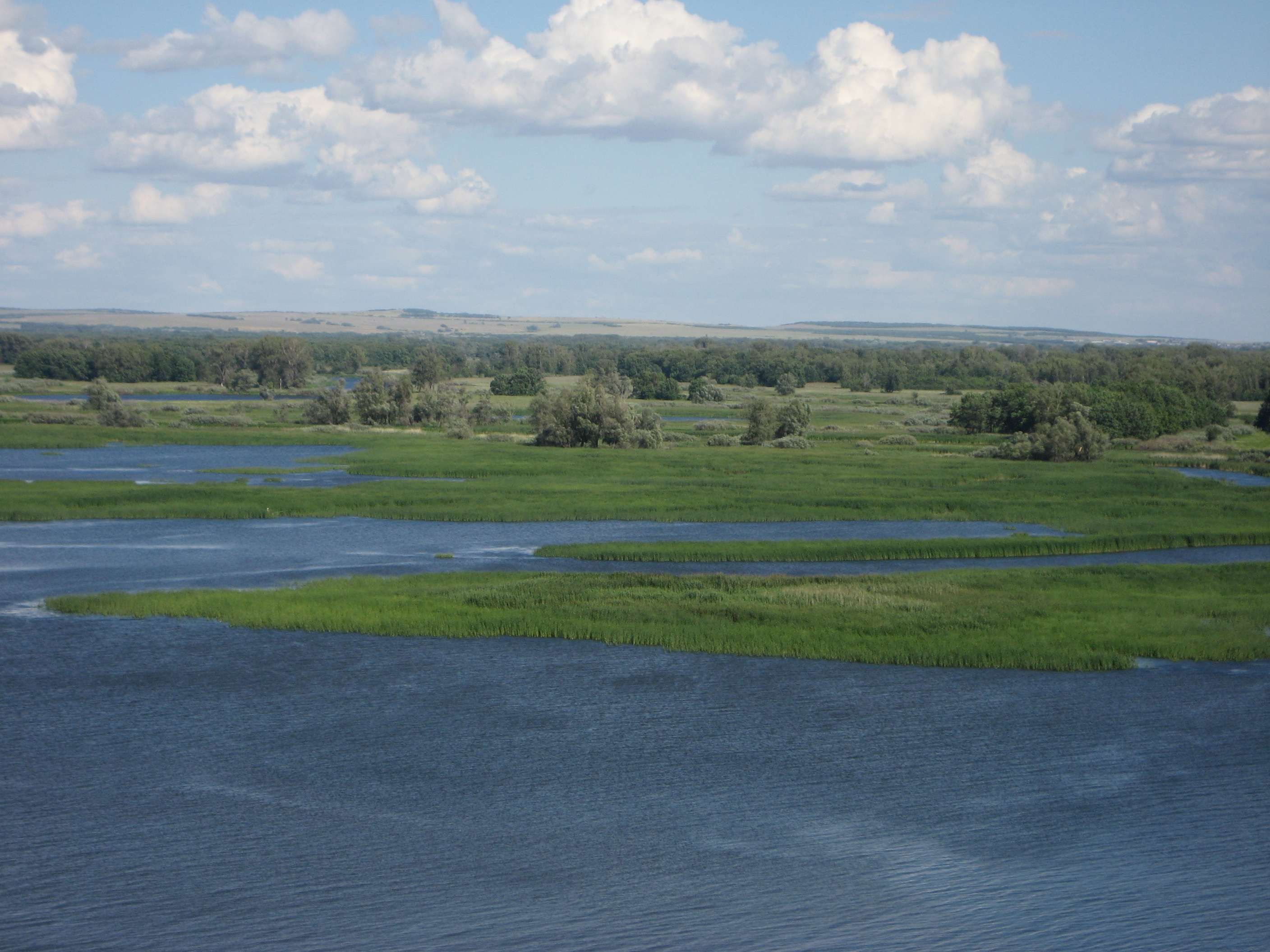
Die Mündung der Tereschka in die Wolga

Die Oblast befindet sich im Südosten der Osteuropäischen Ebene im europäischen Teil Russlands. Die Oblast liegt beiderseits des Unterlaufes der Wolga. Der westliche Teil ist geprägt durch den Höhenzug der Wolgaplatte mit Höhen von bis zu 370 m über dem Meeresspiegel. Im östlichen Teil bestimmt die Steppenebene das Erscheinungsbild. Unterbrochen wird die flache Ebene nur von trockenen Senken und Tälern. Im Osten begrenzen die Ausläufer des Obschtschi Syrt die Ebene, im Süden senkt sich das Land zur Kaspischen Senke. Die Oblast liegt an der südöstlichen europäischen Außengrenze Russlands und grenzt im Osten an Kasachstan. Die Oblast erstreckt sich über eine Fläche von 101.240 km². Die Ausdehnung beträgt 575 Kilometer in Ost-West-Richtung und 330 Kilometer in Nord-Süd-Richtung. Saratow liegt in der Samaraer Zeitzone (Samara Time, SAMT). Der Zeitunterschied zu Deutschland beträgt daher +3 Stunden (UTC+4).

### Nachbarstaaten und Oblaste
| Oblast Tambow    | Oblast Pensa | Oblast Samara   |
| Oblast Woronesch |              | Oblast Orenburg |
| Oblast Wolgograd |              | Kasachstan      |

### Klima
Die Oblast Saratow liegt in der kühlgemäßigten Klimazone mit Kontinentalklima. Die Durchschnittstemperatur liegt im Januar bei −12 °C und im Juni bei +22 °C. Die durchschnittliche jährliche Niederschlagsmenge schwankt zwischen 250 mm im südöstlichen Steppenbereich und 450 mm im Nordwestlichen Hügelland der Wolgaplatte.
Typisch für die Region sind lang anhaltende, trockene Sommer, wobei am östlichen Wolgaufer die Temperatur sehr häufig über 30 °C steigt. Die Winter sind hingegen eher kalt mit durchschnittlich 12–15 Tagen Niederschlag, 4–10 Tagen Nebel und 4–10 Tagen Schneesturm im Monat. Der Frühling ist zumeist sehr kurz und dauert durchschnittlich von Ende März bis Mitte/Ende April. Im März sind Schneeverwehungen an durchschnittlich 5–7 Tagen und Nebel an 5–9 Tagen möglich. Bei einsetzendem Tauwetter wird auf befestigten Straßen üblicherweise ein Fahrverbot für den Schwerverkehr erlassen. Der Herbstbeginn und die Dauer unterscheiden sich von Jahr zu Jahr sehr stark. Eine feste Schneedecke bildet sich in den nördlichen Rajons etwa um den 25. November, in den zentralen und südlichen Rajons zwischen den 29. November und 8. Dezember.

### Gewässer
Das wichtigste Gewässer im Bereich der Oblast Saratow ist die Wolga, welche die Oblast zentral von Norden nach Süden durchfließt. Der Fluss wird hier nicht nur als wichtige Wasserstraße und Transportweg genutzt, sondern auch zur Energiegewinnung. Im Bereich der Oblast erstrecken sich zwei Stauseen der Wolga-Kama-Kaskade. Im nördlichen Teil der Oblast erstreckt sich der Saratower Stausee, der sich über eine Länge von 230 km von Samara bis nach Balakowo erstreckt, wo es das Wasserkraftwerk Saratow speist. Im südlichen Teil erstreckt sich ab der Stadt Saratow auf einer Länge von 400 km der Wolgograder Stausee, der bei Wolschski in der Oblast Wolgograd das Wasserkraftwerk Wolgograd speist. Zwischen den beiden Stauseen liegt der einzige Abschnitt der Wolga, welcher sich noch in seinem ursprünglichen, natürlichen Zustand befindet. Nebenflüsse der Wolga im Bereich der Oblast sind der Große Karaman, Großer und Kleiner Irgis, Jeruslan und Tereschka.
Der äußerste Westen der Oblast wird durch die Chopjor, einen Nebenfluss des Don, geprägt. Der Fluss kommt aus der nördlich gelegenen Oblast Pensa und fließt in der Oblast Saratow durch die Rajons Rtischtschewo, Arkadak und Balaschow, bevor er weiter in die Oblast Woronesch fließt. Nebenflüsse des Chopjor im Bereich der Oblast Saratow sind die Medwediza, Balanda und Artscheda.

### Flora und Fauna
Die Oblast gliedert sich in Hügel-, Waldsteppen-, Steppen- und Halbwüstenzonen. Die Vegetation besteht vor allem aus verschiedenen Süßgräsern. Etwa fünf Prozent der Oblast sind mit Bäumen bewachsen. Der Baumbestand setzt sich aus Ulmen, Eichen, Birken und Linden zusammen und wächst vor allem im Nordosten der Oblast sowie an den Flüssen. Den dichtesten Baumbestand weist der Rajon Wolsk mit seiner Lage zwischen Wolga und Wolgaplatte auf.
An Nagetieren finden sich Ziesel, Wühlmäuse, Wüstenspringmäuse und ähnliche Tiere. Des Weiteren finden sich Populationen von Feldhasen, Füchsen, Wölfe, Wiesel und vielen anderen Tieren. In den Wäldern sind Elche beheimatet, in der Steppe Saigas. In den Flüssen finden sich verschiedene Fischarten wie Wels, Wolgazander, Brachse und Barsche. In der Oblast befindet sich der Chwalynsker Nationalpark.

## Bevölkerung

### Bevölkerungsentwicklung
Bei den letzten russischen Volkszählungen in den Jahren 2002 und 2010 gab es eine Bevölkerungszahl von 2.668.310 respektive 2.521.892 Bewohnern. Somit sank die Einwohnerzahl in diesen acht Jahren um 146.418 Personen (−5,49 %). In Städten wohnten 2010 1.879.565 Menschen. Dies entspricht 74,53 % der Bevölkerung (in Russland 73 %). Bis zum 1. Januar 2014 sank die Einwohnerschaft weiter auf 2.496.552 Menschen.
| Jahr | Einwohner gesamt | Einwohner Städte |  | Jahr | Einwohner gesamt | Einwohner Städte |
| ---- | ---------------- | ---------------- |  | ---- | ---------------- | ---------------- |
| 1926 | 2.897.363        | 441.415          |  | 2000 | 2.712.100        | 1.983.500        |
| 1939 | 2.405.046        | 797.089          |  | 2001 | 2.698.300        | 1.974.500        |
| 1959 | 2.162.751        | 1.169.068        |  | 2002 | 2.668.310        | 1.963.858        |
| 1970 | 2.454.083        | 1.597.910        |  | 2005 | 2.625.700        | 1.933.300        |
| 1979 | 2.559.977        | 1.820.021        |  | 2006 | 2.608.300        | 1.923.600        |
| 1989 | 2.686.483        | 1.997.439        |  | 2010 | 2.521.892        | 1.879.565        |
| 1990 | 2.700.000        | 2.007.000        |  | 2014 | 2.496.552        | k. Ang.          |

### Volksgruppen
Bis zur Auflösung der Wolgadeutschen Republik und der Umsiedlung der deutschstämmigen Bewohner stellten diese eine große Anzahl der Einwohner dar. Das 2004 geschlossene Deutsche Konsulat in Saratow zählte nur noch 18.000 Deutschstämmige Bewohner in der Region. Die Verteilung der verschiedenen Volksgruppen sah folgendermaßen aus:
| Nationalität    | VZ 1989   | Prozent | VZ 2002   | Prozent | VZ 2010   | Prozent |
| --------------- | --------- | ------- | --------- | ------- | --------- | ------- |
| Russen          | 2.298.992 | 85,64   | 2.293.129 | 85,94   | 2.151.215 | 85,30   |
| Kasachen        | 73.428    | 2,74    | 78.320    | 2,94    | 76.007    | 3,01    |
| Tataren         | 52.867    | 1,97    | 57.577    | 2,16    | 52.884    | 2,10    |
| Ukrainer        | 101.832   | 3,79    | 67.257    | 2,52    | 41.942    | 1,66    |
| Armenier        | 6.404     | 0,24    | 24.976    | 0,94    | 23.841    | 0,95    |
| Aserbaidschaner | 10.610    | 0,40    | 16.417    | 0,62    | 14.868    | 0,59    |
| Tschuwaschen    | 20.613    | 0,77    | 15.956    | 0,60    | 12.261    | 0,49    |
| Mordwinen       | 23.381    | 0,87    | 16.523    | 0,62    | 10.917    | 0,43    |
| Weißrussen      | 17.771    | 0,66    | 12.675    | 0,48    | 8.489     | 0,34    |
| Wolgadeutsche   | 17.068    | 0,64    | 12.093    | 0,45    | 7.579     | 0,30    |
| Juden           | 8.054     | 0,30    | 3.428     | 0,13    | 2.250     | 0,09    |
| Einwohner       | 2.684.471 | 100,00  | 2.668.310 | 100,00  | 2.521.892 | 100,00  |

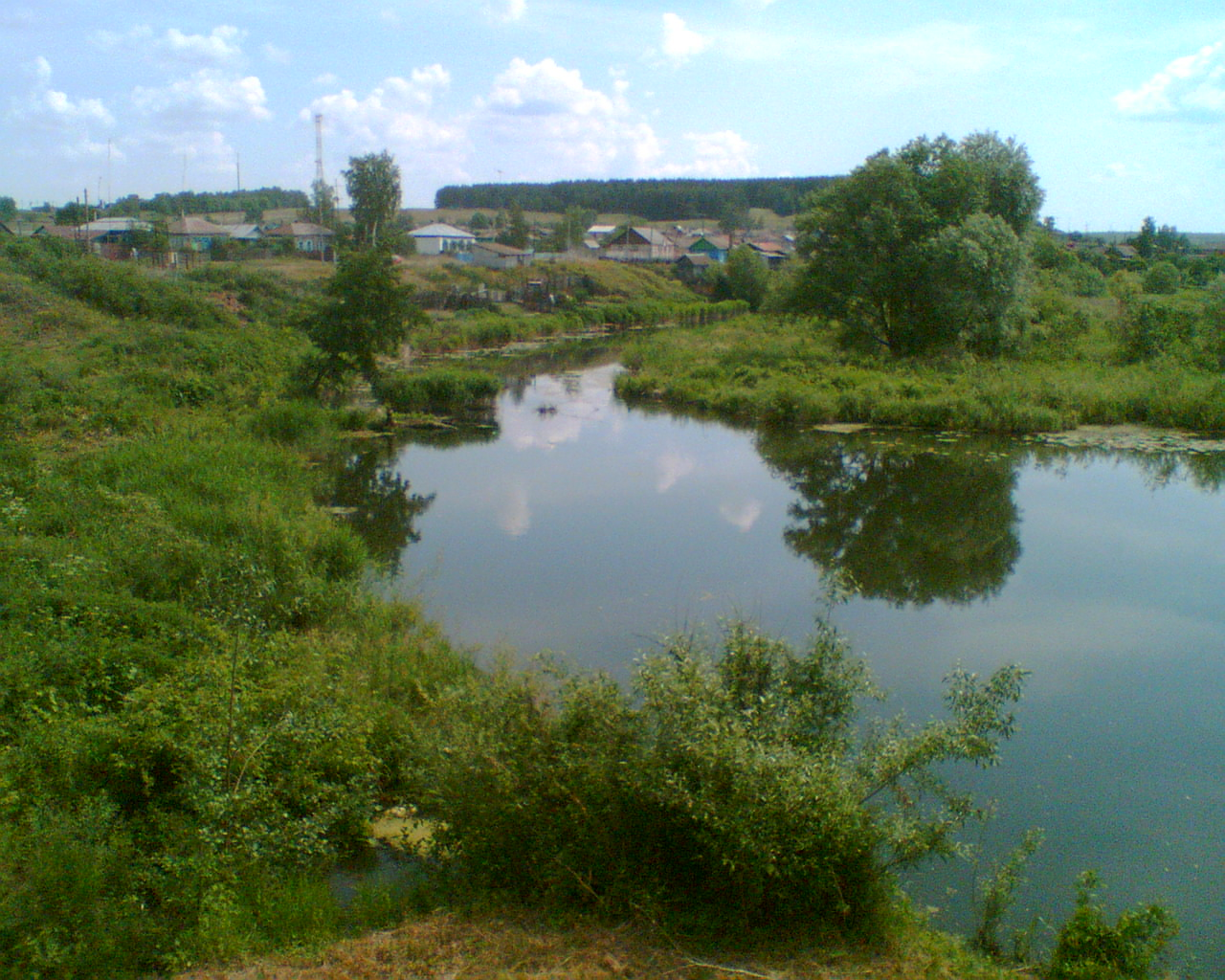
Die Idolga mit der Ortschaft Osjornoje

Anmerkung: die Anteile beziehen sich auf Gesamtzahl der Einwohner. Also mitsamt dem Personenkreis, der keine Angaben zu seiner ethnischen Zugehörigkeit gemacht hat (2002 13.420 resp. 2010 64.878 Personen)
Die Bevölkerung des Gebiets besteht zu über 85 % aus Russen. Doch zählen auch die Kasachen, Tataren, Ukrainer, Tschuwaschen, Mordwinen, Wolgadeutschen und Juden zu den seit Zarenzeiten siedelnden Volksgruppen in der Oblast. Diese Nationalitäten sind die bedeutendsten ethnischen Minderheiten in der Oblast Saratow. Die Zahl der Ukrainer – wie auch die Anzahl der Tschuwaschen, Mordwinen, Weißrussen, Russlanddeutschen und Juden – sinkt allerdings stark. Aus dem Nordkaukasus, Transkaukasus und Zentralasien sind seit dem Ende des Zweiten Weltkriegs Zehntausende Menschen zugewandert. So stieg die Anzahl der Kasachen von 1959 43.987 auf heute 76.007 Personen. Die Zahl der Armenier und Aserbaidschaner im gleichen Zeitraum von 1.046 resp. 602 auf 23.841 resp. 14.868. Nebst den oben aufgeführten Nationalitäten zogen auch Tausende Tschetschenen, Lesgier, Usbeken, Kurden, Tadschiken und Georgier in die Oblast. Aus dem Fernen Osten und den zentralasiatischen Deportationsgebieten wanderten zudem Tausende Koreaner zu (1979: 485; 2010: 4.206 Personen).

## Geschichte
Die russische Besiedlung begann im 16. Jahrhundert mit der Errichtung der Festung Saratow. Die Handelswege entlang der Wolga haben von jeher große Bedeutung für die Stadt gehabt.
Administrativer Vorgänger des heutigen Oblast Saratow war von etwa 1780 bis zum 21. Mai 1928 das Gouvernement Saratow. Nachdem das Gebiet zwischenzeitlich zur Oblast Untere Wolga (bis 11. Juni 1928), zur Region Untere Wolga (bis 10. Januar 1934) und schließlich zur Region Saratow gehört hatte, entstand die heutige Oblast durch Umbenennung der Region am 5. Dezember 1936.
Am 4. Februar 1939 wurden Teile des Gebietes an die neugegründete Oblast Pensa abgegeben. Ein anderer Teil war vom 6. Januar 1954 bis zum 19. November 1957 in eine selbständige Oblast Balaschow ausgegliedert.

## Politik und Verwaltung

### Gouverneur
Am 3. März 2005 wurde Pawel Ipatow zum Gouverneur der Oblast Saratow ernannt. Er leitete zuvor das Kernkraftwerk Balakowo und wurde auf Vorschlag des Präsidenten der Russischen Föderation, Wladimir Putin ernannt. Ipatow wurde am 3. April 2005 in das Amt eingeführt.
Frühere Gouverneure der Oblast Saratow und ihrer Vorgänger waren:
- 1903–1906: Pjotr Stolypin
- 1992–1996: Juri Belych (Белых, Юрий Васильевич)
- 1996–2005: Dmitri Ajazkow (Аяцков, Дмитрий Фёдорович)

### Saratower Duma
Vorsitzender der Duma der Oblast Saratow ist seit dem 12. April 2005 Pawel Wladimirowitsch Bolschedanow (Большеданов, Павел Владимирович) der Partei Einiges Russland.

### Föderationsrat
Vertreter der Oblast Saratow im Föderationsrat ist seit dem 5. April 2005 Sergei Alexewitsch Schuwalow (Шувалов, Сергей Алексеевич).
Frühere Amtsinhaber waren:
- Dezember 2000 – April 2005 Ramasan Gadschimuradowitsch Abdulatipow (Абдулатипов, Рамазан Гаджимурадович)

### Verwaltungsgliederung

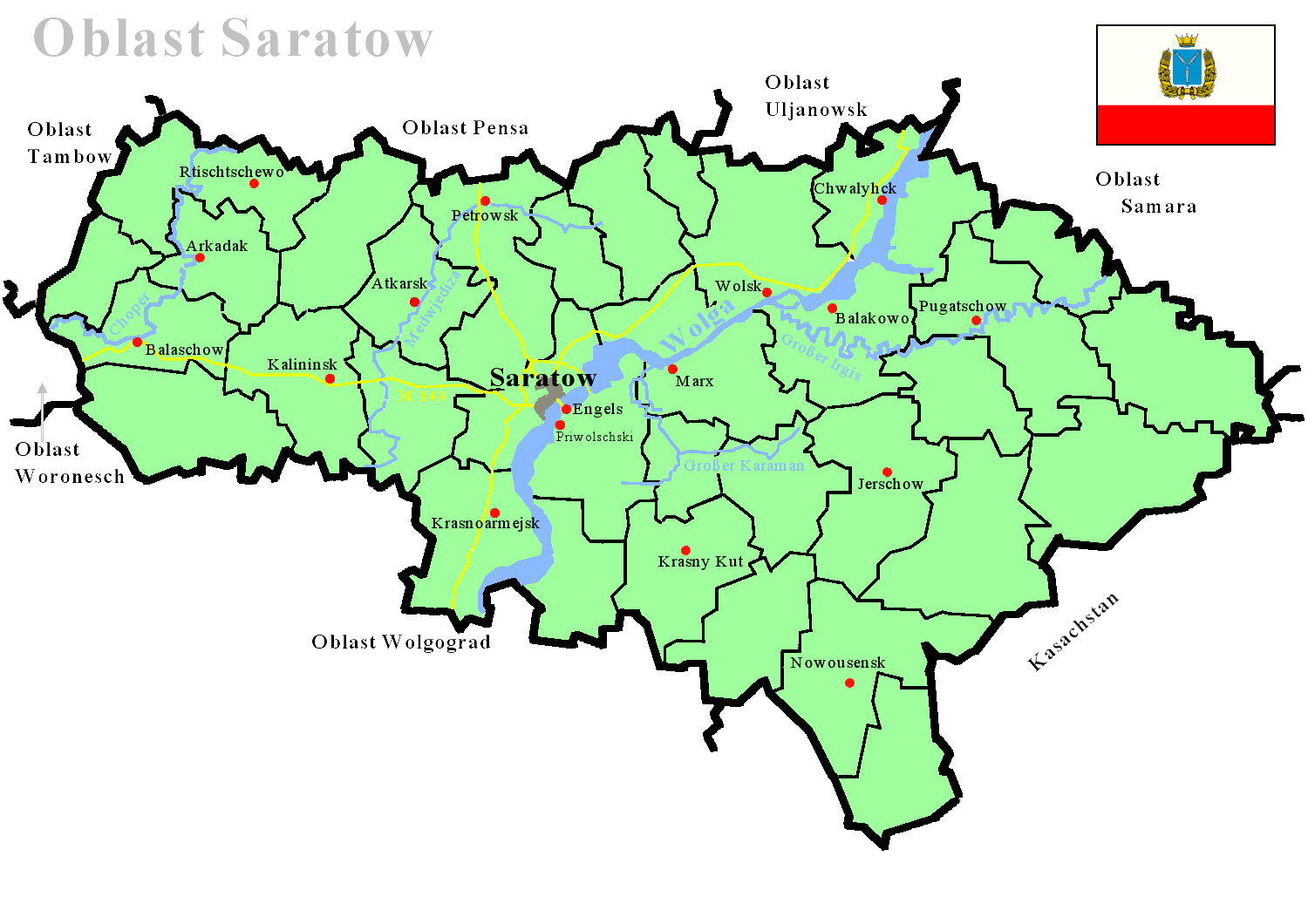
Karte der Oblast Saratow

Die Oblast Saratow gliedert sich in 38 Rajons und 4 Stadtkreise. Zu den Stadtkreisen gehören neben dem Oblastverwaltungszentrum Saratow die drei Geschlossenen Städte und Siedlungen Schichany, Swetly und Michailowski.

### Städte und städtische Siedlungen
Insgesamt gibt es in der Oblast Saratow 18 Städte und 25 Siedlungen städtischen Typs. Neben Saratow gibt es zwei weitere Großstädte: Balakowo und Engels. Andere größere Städte sind Balaschow und Wolsk.

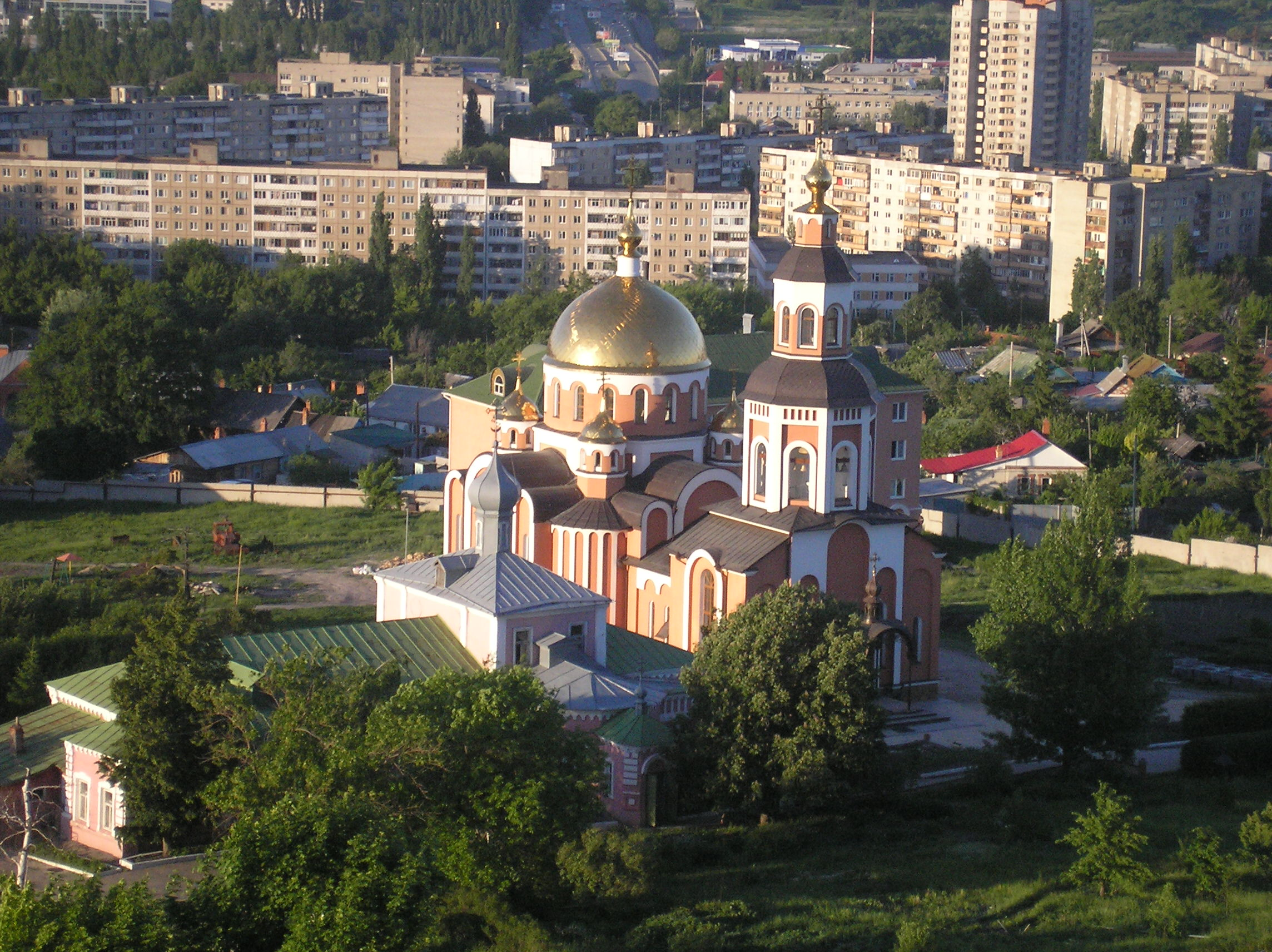
Saratow, im Vordergrund das Sankt-Alexius-Kloster

| Name          | Russisch | Einwohner (14. Oktober 2010) |
| ------------- | -------- | ---------------------------- |
| Saratow       | Саратов  | 837.900                      |
| Engels        | Энгельс  | 202.419                      |
| Balakowo      | Балаково | 199.690                      |
| Balaschow     | Балашов  | 82.227                       |
| Wolsk         | Вольск   | 66.508                       |
| Pugatschow    | Пугачёв  | 41.707                       |
| Rtischtschewo | Ртищево  | 41.289                       |

## Wirtschaft
Wirtschaftlich bedeutend sind die Erdöl- und Erdgasförderung, der Flugzeugbau, die chemische Industrie und die Lebensmittelverarbeitung.
Die Wirtschaftsregion Saratow verfügt zudem über eine ausgeprägte Landwirtschaft. Aufgrund der russlanddeutschen Geschichte sind in der Region zahlreiche deutsch-russische Joint Ventures tätig.

## Infrastruktur
Entsprechend der Bevölkerungsverteilung befindet sich ein Schwerpunkt des Verkehrsnetzes zentral in der Oblast rund um die Stadt Saratow. In diesem Bereich kreuzen sich Verkehrsströme (Eisenbahn und Fernstraßen) aus den Verbindungen Wolgograd – Samara und aus Richtung Oblast Woronesch nach Kasachstan.

### Straßenverkehr

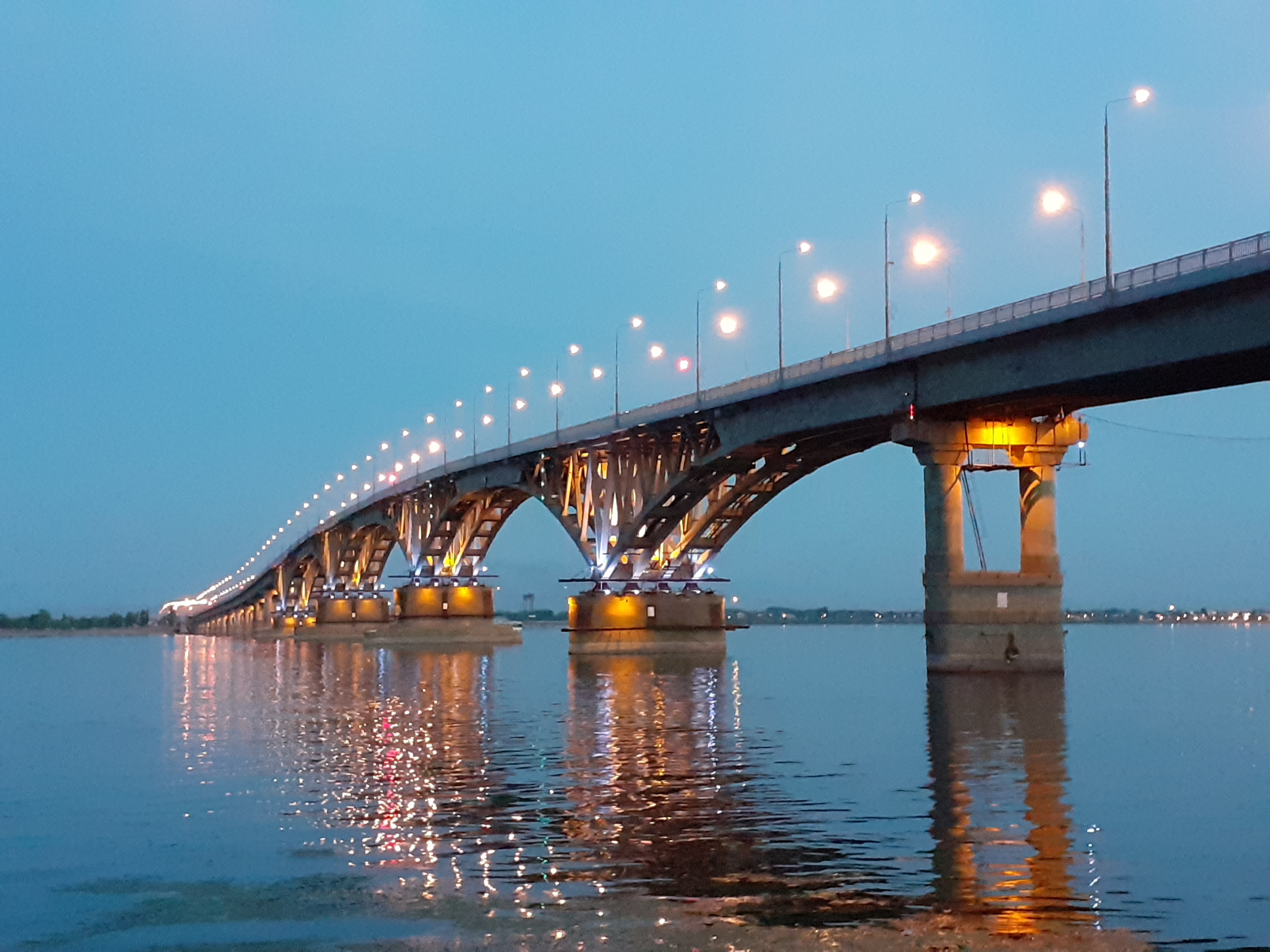
Die Straßenbrücke von Saratow

In der Oblast befinden sich 9940 Kilometer Straßen, von denen 9530 Kilometer befestigt sind. Darin enthalten sind 741 Kilometer des russischen Fernstraßennetzes. Die russische Fernstraße R298 führt von Saratow über Balaschow nach Borissoglebsk und quert dort die R22. Auf der Strecke der R298 verläuft auch die Europastraße 38 (von Hluchiw, Ukraine nach Qysylorda, Kasachstan), die sowohl die Oblast als auch die Stadt Saratow zentral in Ost-West-Richtung durchquert. Die Europastraße kommt südwestlich von Balaschow aus der Oblast Woronesch in die Oblast Saratow. Die Straße führt von Balaschow über Kalininsk, Saratow, Engels, Puschkin, Jerschow nach Osinki. Östlich der Stadt Osinki überquert die Straße die Grenze nach Kasachstan.
Innerhalb der Oblast Saratow bestehen drei Möglichkeiten für den Straßenverkehr die Wolga zu überqueren. In der Stadt Saratow die 1965 eröffnete 2.800 m Brücke von Saratow sowie etwa 15 Kilometer nördlich der Stadt liegende neue (2005 eröffnet) Brücke. Zusätzlich besteht bei Balakowo die Möglichkeit über den Damm des Saratower Stausees die Wolga zu überqueren.

### Schienenverkehr
In Saratow ist die Eisenbahngesellschaft Priwolschskaja schelesnaja doroga (Wolgaeisenbahn) ansässig. Die Gesellschaft stellt eine der regionalen Verwaltungen der staatlichen Bahngesellschaft Rossijskije schelesnyje dorogi dar. Von dem Hauptbahnhof Saratow aus starten direkte Fernverbindungen ins Ausland nach Berlin, Prag, Sofia und Warna. Inländische Verbindungen führen unter anderem nach Moskau, Wolgograd und Samara.
In der Oblast gibt es zwei für den Schienenverkehr zwei Möglichkeiten die Wolga zu überqueren. Einige Kilometer südlich von Saratow, in Höhe der Siedlung Priwolschski, befindet sich eine Eisenbahnbrücke. Die Saratower Eisenbahnbrücke wurde als erste Wolgaquerung 1935 eröffnet. Eine weitere Wolgaüberquerung ist bei Balakowo über den Staudamm des Wasserkraftwerkes Saratow möglich.
Östlich der Stadt Osinki im Rajon Osinsk befindet sich ein Grenzübergang für Eisenbahnen nach Kasachstan. Die Länge der Eisenbahnschienen in der Oblast Saratow beträgt 2326 Kilometer.

### Flugverkehr
Wichtigster Flughafen der Oblast Saratow ist der Flughafen Saratow. Von hier aus fliegt die ansässige Fluggesellschaft Saravia nationale (Moskau-Domodedowo und Surgut) wie auch internationale (Jerewan und Chudschand) Ziele an. Daneben gibt es noch den Flughafen Balakowo und mehrere kleinere Flugfelder.

## Russische Streitkräfte

### Luftstreitkräfte
Die Russischen Luftstreitkräfte betreiben mehrere Flugplätze in der Oblast Saratow:
- Engels-2: Der Flugplatz befindet sich etwa 14 Kilometer östlich der Stadt Engels und gilt als die größte Basis der Russischen Luftstreitkräfte für seine Strategischen Bombergeschwader. Das Hauptquartier des 22. Schweren Bomberregimentes sowie die gesamte Flotte der strategischen Tu-160 Nuklearlangstreckenbomber sind in Engels-2 stationiert.
- Militärflugplatz Balaschow: Der Flugplatz befindet sich etwa 9 Kilometer östlich der Stadt Balaschow und ist ein kleinerer Übungsflugplatz der Russischen Luftstreitkräfte. Er ist Sitz des Balaschow Militär-Luftfahrtamtes und der Balaschow Militärflugschule.
- Militärflugplatz Petrowsk: (Start- und Landebahn: 2000 m, Beton) Der Flugplatz befindet sich etwa drei Kilometer südlich der Stadt Petrowsk und dient als Angriffsbasis.
- Militärflugplatz Rtischtschewo: (Start- und Landebahn: 2000 m, Beton) Der Flugplatz befindet sich etwa sechs Kilometer nordwestlich der Stadt Rtischtschewo ist ein sehr kleiner Übungsflugplatz der Russischen Luftstreitkräfte für Let L-410 Piloten.

Daneben existierten noch mehrere ehemalige militärische Flugplätze die zum Teil bereits zu Zeiten der Sowjetunion aufgegeben wurden:
- Militärflugplatz Gorny: (Start- und Landebahn: 2000 m) Der Flugplatz befand sich etwa sieben Kilometer südöstlich der Siedlung Gorny und wurde vor allem während des Kalten Krieges genutzt. Heute ist der Flugplatz teilweise in Ackerland umgewandelt.
- Saratow Süd: (Start- und Landebahn: 1725 m, Beton, Richtung 04/22) Der Flugplatz befand sich etwa acht Kilometer südwestlich der Stadt Saratow und wurde während des Kalten Krieges genutzt. Derzeit nutzt die Saratow Flugzeugfabrik des Jakowlew Konstruktionsbüros das Gelände als Fabrikflugplatz.
- Saratow West: (Start- und Landebahn: 2000 m, Beton) Der Flugplatz befand sich etwa 12 Kilometer westlich der Stadt Saratow und diente während des Kalten Krieges als Übungsplatz für die Pilotenausbildung. Derzeit ist das Flugfeld ungenutzt.

### Kernwaffen
Bereits zu sowjetischen Zeiten befanden sich mehrere Raketensilos der strategischen Raketentruppen im Bereich der Oblast Saratow. Im November 1997 gab der Verteidigungsminister der Russischen Föderation, Igor Dmitrijewitsch Sergejew bekannt, dass die ersten Interkontinentalraketen des Typs Topol-M (SS-27) im Dezember gefechtsbereit seien. Standort der ersten dieser Raketen modernster Bauart waren die Raketensilos der Taman-Division nahe der Siedlung städtischen Typs Tatischtschewo (Rajon Tatischtschewo). Im Juli 1998 wurden weitere zwei Topol-M-Raketen an die Raketendivision Tatischtschewo übergeben. Es folgten die Stationierung eines zweiten Regimentes mit weiteren 10 Topol-M-Raketen im Jahr 1999, eines dritten Regiments mit 10 weiteren Raketen im Jahr 2000 und in den Jahren 2003/04 die Stationierung eines vierten Regimentes. Insgesamt gehören heute, soweit bekannt, 40 mit Topol-M bestückte Raketensilos zur Raketendivision Tatischtschewo.